# Egy különc srác feljegyzései (film)
Az Egy különc srác feljegyzései (eredeti cím: The Perks of Being a Wallflower) 2012-ben bemutatott amerikai filmdráma. A filmet saját, azonos című, 1999-ben kiadott regénye alapján Stephen Chbosky írta és rendezte. A főbb szerepekben Emma Watson, Logan Lerman, Ezra Miller, Johnny Simmons, Nina Dobrev, Mae Whitman, Paul Rudd, Melanie Lynskey látható.
2012. szeptember 21-én mutatták be az Amerikai Egyesült Államokban, Magyarországon 2013. április 18-ától játszották a mozik.

## Rövid történet
Charlie egy meg nem nevezett barátjának leírja megpróbáltatásait és győzelmeit, miközben végigjárja a gimnázium első évét.

## Cselekmény
1991-ben Charlie, aki gyermekkora óta klinikai depresszióban szenved, kikerül egy elmegyógyintézetből. Charlie nyugtalanul kezdi a gimnázium első évét; félénk és nehezen barátkozik, de az angoltanárához, Mr. Andersonhoz kötődik.
Charlie egy focimeccsen találkozik két végzős diákkal, Sammel és mostohatestvérével, Patrickkel, akik meghívják őt egy buliba. Charlie tudtán kívül megeszik egy kenderből készült brownie-t, amitől betép, és Samnek elárulja, hogy egy évvel korábban a legjobb barátja öngyilkos lett. Sam rájön, hogy Charlie-nak nincs más barátja, ezért ő és Patrick beveszik Charlie-t a csoportjukba. Hazafelé tartva hárman egy ismeretlen dalt hallanak a rádióban. Sam utasítja Patricket, hogy vezessen át egy alagúton, ő pedig feláll a pickup hátsó ülésén, amíg a zene szól.
Samnek javítania kell az SAT pontszámán, hogy nagyobb eséllyel vegyék fel a Pennsylvania Állami Egyetemre, ezért Charlie felajánlja, hogy korrepetálja őt, ami javítaná a pontszámát.
Karácsonykor Sam egy régi írógépet ad Charlie-nak, hogy megköszönje a segítségét. Beszélgetnek a kapcsolatokról, és Charlie elárulja, hogy még soha nem csókolták meg. Sam elárulja, hogy az első csókját 11 évesen kapta apja főnökétől. Charlie elárulja, hogy Helen nénikéjét is szexuálisan zaklatták gyerekkorában, de hozzáteszi, hogy „képes volt megváltoztatni az életét”. Sam elmondja Charlie-nak, hogy azt szeretné, ha az első csókját olyasvalaki adná, aki szereti őt, és megcsókolja.
Egy szokásos Rocky Horror Picture Show előadáson Charlie-t kérik meg, hogy helyettesítse Sam barátját, Craiget, aki nincs ott. Barátjuk, Mary Elizabeth le van nyűgözve, és felkéri Charlie-t a „hölgyválasz” tánc alatt. Kettejük kapcsolata azonban nem kielégítő. Egy partin, amikor Charlie-t arra kérik, hogy csókolja meg a legszebb lányt a teremben, Samet választja, amivel feldühíti őt és Mary Elizabeth-et is. Patrick azt javasolja Charlie-nak, hogy egy ideig maradjon távol a csoporttól; az elszigeteltség miatt ismét depresszióba süllyed. Visszaemlékezéseket él át Helen nénikéjéről, aki egy autóbalesetben halt meg az ő hetedik születésnapján.
Brad zúzódásokkal az arcán jelenik meg az iskolában, miután az apja rajtakapta, hogy Patrickkal szexeltek. Brad azt állítja, hogy leugrott és megverték, és elhatárolódik Patricktól. Az ebédlőben Brad egyik barátja megbotlik Patrickben, és Brad „köcsög”-nek nevezi. Patrick megüti őt, Brad barátai elkezdik verni, miközben Samet akadályozzák abban, hogy közbelépjen. Charlie erőszakkal közbelép, majd elájul.
Amikor magához tér, azt látja, hogy zúzódások vannak az ujjain, és hogy Brad barátai mozgásképtelenek. Miután segített Patricknek talpra állni, Charlie megfenyegeti Bradet és barátait, és azt mondja nekik, hogy baj lesz, ha még egyszer hozzáérnek Samhez vagy  Patrickhez. Brad, szégyenkezve a történtek miatt, később megköszöni Charlie-nak, hogy segített Patricknek, Sam és Patrick pedig háláját fejezi ki Charlie-nak, és újra barátok lesznek.
Patrick megpróbálja feldolgozni a történteket Braddel, és egy alkalommal megcsókolja Charlie-t, de azonnal bocsánatot kér.
Charlie mentális állapota az ájulás után egyre romlik. Samet felveszik a Penn State-re, és a szalagavató estéjén szakít Craiggel, miután megtudja, hogy a férfi megcsalja őt. Az elutazása előtti estén elviszi Charlie-t a szobájába. Megbíznak egymásban és csókolóznak, de amikor Sam megérinti Charlie combját, egy pillanatra Helen nénikéje villan be neki, de ezt semmiségnek veszi, és folytatják a csókolózást.
Miután Sam reggel elutazik a főiskolára, Charlie érzelmi állapota romlik, és a flashback-jei súlyosbodnak. Felhívja a nővérét, magát hibáztatja Helen haláláért, és bevallja, hogy talán ő akarta, hogy ez megtörténjen. A nővére rájön, hogy a férfi bajban van, és hívja a rendőrséget. Charlie elájul, amikor berontanak az ajtón, és egy kórházban tér magához, ahol Dr. Burton pszichiáter előhozza Charlie elfojtott emlékeit, amelyekből kiderül, hogy a nagynénje szexuálisan zaklatta őt.
Azon az éjszakán, amikor Charlie-t kiengedik a kórházból, Sam és Patrick meglátogatja. Sam elmagyarázza, milyen az egyetemi élet, és hogy megtalálta az Alagút dalt - eredeti címe: Heroes, aminek szerzője David Bowie. Mindhárman újra ellátogatnak az alagútba, ahol Charlie ismét megcsókolja Samet, aki feláll a teherautó hátuljában. Charlie elismeri, hogy úgy érzi, él, és abban a pillanatban - „Végtelenek vagyunk”.

## Szereplők
| Szereplő       | Színész         | Magyar hang        |
| -------------- | --------------- | ------------------ |
| Charlie        | Logan Lerman    | Czető Roland       |
| Brad           | Johnny Simmons  | Előd Álmos         |
| Sam            | Emma Watson     | Szabó Luca         |
| Candace        | Nina Dobrev     | Sánta Annamária    |
| Patrick        | Ezra Miller     | Előd Álmos         |
| Mary Elizabeth | Mae Whitman     | Bogdányi Titanilla |
| Bill           | Paul Rudd       | Széles Tamás       |
| Helen néni     | Melanie Lynskey | Zakariás Éva       |